# Самроунг
Самро́унг (кхмер. សំរោង, sɑmraoŋ) — город в северо-западной части Камбоджи. Административный центр провинции Оддармеантьей.

## География
Абсолютная высота — 59 метров над уровнем моря. К северу от города имеется пограничный переход на территорию Таиланда. Из-за длительной изоляции, связанной с долго продолжавшейся в этих местах гражданской войной, инфраструктура города по-прежнему находится в довольно плохом состоянии.

## Население
По данным на 2013 год численность населения составляет 25 278 человек.
Динамика численности населения города по годам:
| 2000   | 2008   | 2013   |
| ------ | ------ | ------ |
| 24 000 | 18 694 | 25 278 |

## Фотогалерея
- Школа в Самроунге
- Рынок в Самроунге